# Keiō
L'era Keiō (慶応?) fu una era del Giappone (年号?, nengō,  lett. "nome dell'anno") dopo l'era Genji e prima dell'era Meiji, tra il 7 aprile del 1865 all'8 settembre nel calendario giapponese tradizionale (nel calendario gregoriano dal 1º maggio 1865 fino al 23 ottobre 1868). Gli imperatori regnanti furono Kōmei e Meiji. L'Università Keio è stata chiamata con il nome di questa epoca.

## Il cambio di era
L'era Keiō è stata proclamata nel corso del secondo anno dell'era Genji, il 27 gennaio 1865 (庆応元年?, Keio gan'nen). Il nome Keiō (letteralmente "risposta giubilante") è stato creato per commemorare la ribellione della porta di Hamaguri.

## Eventi dell'era Keiō
- 1866 ( 2 Keiō): viene completata la fortezza di Goryōkaku.
- 1867 ( 3 Keiō , 9º giorno del 1º mese): Mutsuhito salì al trono come imperatore Meiji

| Keiō       | 1°   | 2°   | 3°   | 4°   |
| Gregoriano | 1865 | 1866 | 1867 | 1868 |

| Era precedente: Genji | Era o nengō: Keiō | Era successiva: Meiji |